# ميكا كاناي
ميكا كاناي (باليابانية: 金井 美香) مواليد 18 مارس 1964 في طوكيو، اليابان، هي ممثلة ومغنية يابانية بدأت مسيرتها الفنية عام 1989.

## الأعمال

### مسلسلات
- البؤساء (أنيمي) (الدور: سمپلس)

عندما تبكي حشرة السيكاد: ساتوكو

### أوفا أنمي
- ليريا - كي

## روابط خارجية
- ميكا كاناي على موقع IMDb (الإنجليزية)
- ميكا كاناي على موقع ميوزك برينز (الإنجليزية)
- ميكا كاناي على موقع قاعدة بيانات الفيلم (الإنجليزية)
- ميكا كاناي على موقع ANN person (الإنجليزية)